# Iglesia patólica
La Iglesia patólica es una religión paródica fundada por Leo Bassi el 28 de diciembre de 2012 en Lavapiés, Madrid. En esta se veneran a los patitos de goma, aparte de realizar misas patólicas, bodas, bautizos y funerales.
En la noche del 9 al 10 de agosto de 2016, un grupo de vándalos provocó un incendio en el local que causó daños materiales en su interior. Un pato de goma que fue dañado en el siniestro, denominado desde entonces como El Morenito de San Lorenzo por coincidir la fecha del ataque con la festividad del santo cristiano, es objeto de veneración paródica cada 10 de agosto.

## Los diez mandamientos
Los diez mandamientos patólicos son una parodia a los diez mandamientos católicos, en estos hablan acerca de la comedia.

1. Amarás el buen humor sobre todas las cosas.

2. No te tomarás a ti mismo en serio (tampoco lo harás con los demás).

3. Santificarás las fiestas.

4. Honrarás a la Libertad de Expresión.

5. No matarás, excepto de risa.

6. No cometerás actos impuros si no son divertidos.

7. No robarás a Hacienda.

8. No codiciarás los chistes ajenos.

9. No considerarás tus instintos como deseos impuros.

10. Harás de tu vida una honra a la alegría y el amor.

## Actividades
- Todos los domingos y festivos a las 13:00 misa de la  Iglesia patólica (retransmitida en directo por YouTube)
  - Festivos:
    - 1 de enero
    - 6 de enero
    - 1 de mayo
    - 2 de mayo
    - 25 de julio (solo si coincide con festivo autonómico de Madrid)
    - 15 de agosto
    - 1 de noviembre
    - 6 de diciembre
    - 8 de diciembre
    - 25 de diciembre
    - Futuramente habrá un equipo de fútbol llamado el Athletic Club de (en ocasiones del) Paticano CF(en alusión clara al equipo del país Vasco).